# Clayton (Delaware)
Clayton város az USA Delaware államában, Kent megyében Lakosainak száma 3961 fő (2020).
2019-es becsült népessége 3508 fő.

## Története
1832-ben  Delaware első vasútja üzembe állt és 1852-ben megszervezték a Delaware Vasúttársaságot.  Megkezdődött egy észak-déli vonal építése, amely összekapcsolta Kent és Sussex megyék mezőgazdasági közösségeit a Wilmingtonban, Philadelphiában és Baltimore-ban található piacokkal. A Smyrna állomástól Claytonig 1855 őszén a vonal átment a Claytonon - akkor Smyrna állomásként volt ismert.  1857. január 1-jén a PHILADELPHIA, WILMINGTON és BALTIMORE (PW&B) vasúttarsaságok müködtek ezen a vonalon. 1860-ban a város nevét Claytonra változtatták John M. Clayton, az Egyesült Államok volt külügyminiszterének és a vasút határozott szószólójának tiszteletére. A város és üzletei a Delaware Railroad, a Maryland & Delaware Railroad, a Smyrna felé vezető  vonal, valamint a Smyrna és Delaware Bay Railroad regionális központjaként szolgáltak.  Egy vonal kelet felé tartott a Delaware-öbölig Bombay Hooknál.  Egy másik vonal délnyugatra tartott Maryland városaiban, Goldsboro, Greensboro, Ridgely, Queen Anne és Easton között. 1885-től 1920-ig Clayton a PW&B társaság  helyi központja volt.  A Baltimore & Ohio Railroad és a Pennsylvania Railroad tulajdonosai közötti keserű versengés végül a PW&B PRR ellenőrzéséhez vezetett. Különböző okok miatt sok vasúttársaság csődbe ment. Revitalizálás 1976-ban a szövetségi kormány létrehozott egy céget az észak-keleti vonalak maradványaiból. 1998-ban a NORFOLK SOUTHERN megvásárolta a vonalat, és folytatja a félsziget kiszolgálását szén-, mezőgazdasági és vegyipari áruk szállítmányaival.

## Népesség
A lakosság etnikai megoszlása 2010-ben:
- 1955  67.0%   fehér
- 699   24.0%   afro-amerikai
- 161    5.5%   latin-amerikai
- 77    2.6%   egyéb
- 17    0.6%   ázsiai
- 6    0.2%   egyéb
- 3    0.1%   indián

2017-ben a lakosok 12,2%-a élt a szegénységi küszöb alatt.
1728 (53,2%) férfi és 1521 (46,8%) élt a városban.